# أشعيا برلين
السير أشعيا برلين (بالإنجليزية Sir Isaiah Berlin ، م. 6 يونيو 1909 - و. 5 نوفمبر 1997) منظر اجتماعي سياسي وفيلسوف ومؤرخ أفكار روسي-بريطاني من أهم مفكري القرن العشرين والباحث الليبرالي الأبرز من أبناء جيله. تفوق ككاتب مقال ومحادث وراوٍ ولمع كخطيب قادر على ارتجال سريع لمادة غنية ومتماسكة. ترجم برلين بعض أعمال أيفان تورغينيف من الروسية إلى الإنجليزية كما عمل خلال الحرب في الخدمة الدبلوماسية البريطانية. وكتبت صحيفة ذي إندبندنت، «كثيراً ما وصف أشعيا برلين وخاصة في كبره بصيغة التفضيل: أفضل متحدثي العالم، أكثر قارئي العقد إلهاماً، أفضل عقول هذا الزمن...أظهر أشعيا بما لا فيه شك الإمكانيات الكبيرة للإنسان.»
في عام 1932 وعمر 23 عاماً، حاز على زمالة في كلية أول سولز في جامعة أوكسفورد. ومن عام 1957 إلى عام 1967، شغل برلين منصب أستاذ شيشل للنظرية السياسية والاجتماعية في جامعة أوكسفورد. رأس برلين المجتمع الأرسطي من عام 1963 إلى عام 1964. في عام 1966، لعب برلين دوراً هاماً في تأسيس كلية ولفسون في جامعة أوكسفورد وأصبح أول رؤسائها. منح رتبة نبيل عام 1957 وتقلد وسام الاستحقاق عام 1971. ورأس الأكاديمية البريطانية من عام 1974 إلى عام 1978. نال جائزة القدس عام 1979 لكتاباته عن الحرية الفردية. وتعقد محاضرات أشعيا برلين السنوية كل صيف في كنيس هامبستد وكلية ولفسون والأكاديمية البريطانية. وما زال لعمل برلين عن النظرية اليبيرالية أثر مستمر.

## حياته
كان برلين الطفل الناجي الوحيد من عائلة يهودية ثرية فهو ابن رجل صناعة الخشب مندل بريلن وزوجته ماري فولشنوك والسليل المباشر لشنير زلمان (مؤسس الصوفية التشابادية). أمضى برلين طفولته في ريغا والتي كانت آنذاك جزءاً من الإمبراطورية الروسية وهي الآن عاصمة لاتفيا وعاش لاحقاً في أندريابول (وهي بلدة صغيرة تملكها العائلة) وسانت بطرسبرغ حيث شهد كل من ثورة فبراير وأكتوبر في عام 1917.
لتزايد شعورها بالاضطهاد تحت الحكم البولشيفي، غادرت الأسرة بتروغراد (والمعروفة سابقاً بسانت بطرسبرغ) في 5 أكتوبر 1920 إلى ريغا. إلا أن مواجهتهم معاداة السامية والصعوبات مع السلطات اللاتفية أقنعتهم بالرحيل إلى بريطانيا في بداية 1921 (حيث سافر الزوج ميندل في يناير والتحقت به ماري وأشعيا في فبراير) حين كان برلين في الحادية عشر من عمره. في لندن قطنت الأسرة في سيربتن أولاً إلا أنها اشترت منزلاً في هولند بارك في غضون سنة ولاحقاً في هامبستد بعد ست سنين. بالرغم من جهله شبه التام بالإنجليزية تمكن برلين من إتقان اللغة في غضون سنة.
تلقى برلين تعليمه في مدرسة سانت بول في لندن ثم في كلية كوربس كريستي في أوكسفورد حيث درس الكلاسيكيات. في امتحاناته النهائية حقق برلين المرتبة الأولى ونال جائزة جون لوك لأوراقه في الفلسفة حيث تفوق حتى على ألفرد جولز آير. حصل برلين لاحقاً على شهادة أخرى من جامعة أوكسفورد في الفلسفة والسياسة والاقتصاد حيث حقق المرتبة الأولى في أقل من سنة. عين برلين معلم فلسفة في نيو كوليج في أوكسفورد واختير بعدها لمنحة زمالة في كلية أول سولز في نفس الجامعة.
وفي حين كان طالباً، جمعته صداقة بالسير ألفرد جولز آير (والذي ظل منافسه الودي لبقية حياته) والسير ستوارت هامشاير وريتشارد ولهيام والسير موريس بورا والسير ستيفن سبندر وجي.إل.أوستن ونكولاس نابوكوف. قدم عام 1950 ورقة فلسفية في اجتماع حضره لودفيش فيتغنشتاين في جامعة كامبردج. رفض الأخير الورقة خلال النقاش إلا أنه أثنى على برلين أمانته ونزاهته الفكرية. وبقي برلين في أوكسفورد لما تبقى من حياته باستثناء الفترة الذي قضاها في خدمات المعلومات البريطانية في نيويورك ما بين عامي 1940 و1942 والسفارات البريطانية في كل من واشنطن وموسكو حتى عام 1946. وتحدث برلين اللغات الروسية والإنكليزية والفرنسية بطلاقة كما أجاد الألمانية والإيطالية وكان على إلمام باللاتينية واليونانية القديمة. كان للقاءاته مع آنا أخماتوفا في لينينغراد خريف 1945 ويناير 1946 أثراً عظيماً على كليهما وتداعيات جادة لأخماتوفا التي خلدت اللقاءات في شعرها. صادق برلين بوريس باسترناك كما كان مسؤولاً عن تهريب روايته الدكتور جيفاغو من روسيا إلى إنجلترا.
توفي برلين في أوكسفورد عام 1997 عن عمر يناهز 88 ودفن في مقبرة ولفركت. وعن وفاته كتبت صحيفة ذي اندبندنت في صفحتها الأولى،
«كان برلين رجلاً ذي قدرات فكرية هائلة وموهبة نادرة لفهم مدى واسع من الدوافع والأمال والمخاوف الإنسانية وقدرة حيوية على التمتع بالحياة والناس على اختلافهم وأفكارهم والأدب والموسيقى والفن.»
وخلصت الصفحة الأولة من صحيفة النيويورك تايمز،
«ازدحمت حياة برلين بالأفراح، فرح التفكير والموسيقى وطيب الصداقة... وكان الموضوع الذي يلازم عمله هو انشغاله بحرية وكرامة الإنسان... أشع السير أشعيا بالطيبة.»

## أعماله

### مفهومين عن الحرية
عرف برلين بمقالته مفهومين عن الحرية والتي قدمها عام 1958 في محاضرته الافتتاحية كأستاذ شيشل في النظرية الاجتماعية والسياسية في أوكسفورد. وأعادت المقالة بمقاربتها التحليلية في تعريف المفاهيم السياسية تعريف دراسة الفلسفة السياسية بوسائل الفلسفة التحليلية.

### مناهضة التنوير
ساهمت كتابات برلين عن التنوير ومنتقديه والذي دعاه بمناهضة التنوير في دفاعه عن أنطولوجيا تعددية. وفي ثلاثة من نقاد التنوير، جادل برلين أن هامان هو من أوائل المفكرين الذين نظروا إلى التفكير الإنساني بصفته لغة أي تعبيراً عن واستخداماً للرموز.

### تعددية القيم
رأى برلين أن القيم هي من صنع الإنسان بدلاً من أن تكون نتاجاً طبيعياً في انتظار أن يكتشف. وبناءً على عمله في تعددية القيم، قدم رأياً مفاده أن القيم الأخلاقية قد تتساوى في صحتها دون أن تتوافق وعليه قد تتصارع القيم أو تتصادم دون أن يعني هذا أن إحداها تفوق الأخرى أهميةً. قد يتعارض الوفاء بالوعد مع السعي وراء الحقيقة وقد تتعارض الحرية مع العدالة الاجتماعية. والصراعات الأخلاقية «عنصر ضمني وغير قابل للعزل في الحياة الإنسانية.» «وهذه الصدامات ما بين القيم هي جوهر القيم وما نحن عليه.» حسب برلين، يشكل تصادم القيم مأساة الحياة الإنسانية. ويشير ألان براون إلى تجاهل برلين لحقيقة قابلية قياس القيم حيث من الممكن المقارنة في ما بينها عبر اسهاماتها المختلفة نحو الخير العام.

### القنفذ والثعلب
«القنفذ والثعلب» عنوان مقتطف نسب إلى الشاعر اليوناني القديم أرخيلخوس كما كان أحد أكثر مقالات برلين شعبية الذي أعيد نشره مرات عدة. وعن المقالة يقول برلين «لم أقصد أن تؤخد المقالة بجدية. قصدت أن تكون لعبة ذهنية مسلية إلا أنها عوملت بجدية.»

## أعماله الأخرى
ركزت مقالة برلين «الحتمية التاريخية» (1954، بالإنجليزية: Historical Inevitability) على جدل في فلسفة التاريخ. وفي حال أعطي المرء الخيار في اعتقاد أن «حياة شعوب ومجتمعات بأكملها قد تأثرت بشكل حاسم بأفراد استثنائيين» أو على النقيض أن كل ما يحدث نتيجة قوى غير شخصية غافلة للنوايا الإنسانية، رفض برلين كلا الخيارين وفكرة الخيار نفسها. وعرف برلين أيضاً بكتاباته عن تاريخ الفكر الروسي والذي جمع معظمها في مفكرون روس (1978، طبعة ثانية 2008).

### كلية ولفسون

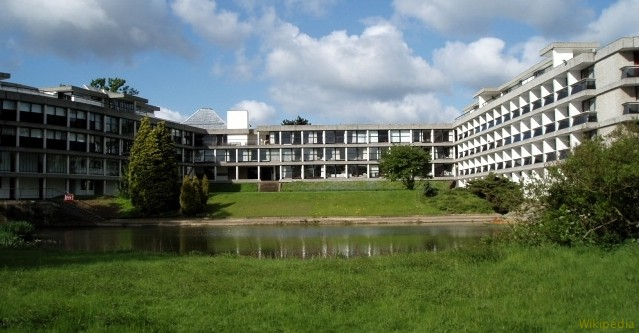
كلية ولفسون في جامعة أوكسفورد.

كان لبرلين دور هام في تأسيس كلية دراسات عليا في جامعة أوكسفورد عام 1966. وأسس برلين كلية ولفسون لتكون مركز تمييز أكاديمي وعلى عكس كليات أخرى في جامعة أوكسفورد تستند ولفسون على قيم متينة من المساواة والديمقراطية.

## مؤلفاته
- كارل ماركس: حياته وبيئته (1939، بـالإنجليزية: Karl Marx: His Life and Environment).
- ثلاثة من نقاد التنوير: فيكو وهامان وهيردر. (2000، بـالإنجليزية: Three Critics of the Enlightenment: Vico, Hamann, Herder).
- القنفذ والثعلب: مقالة في نظرة تولستوي إلى التاريخ. (1953، بـالإنجليزية: The Hedgehog and the Fox: An Essay on Tolstoy’s View of History).
- مفكرون روس.(1978، بـالإنجليزية: Russian Thinkers).
- مفاهيم وتصنيفات: مقالات فلسفية. (1978، بـالإنجليزية: Concepts and Categories: Philosophical Essays).
- ضد التيار: مقالات في تاريخ الأفكار.(1979، بـالإنجليزية: Against the Current: Essays in the History of Ideas).
- انطباعات شخصية.(1998، بـالإنجليزية: Personal Impressions).
- عود الإنسانية الأعوج: فصول في تاريخ الأفكار.(1990، بـالإنجليزية: The Crooked Timber of Humanity: Chapters in the History of Ideas).
- حس الواقعية: دراسات في الأفكار وتاريخها. (1996، بـالإنجليزية: The Sense of Reality: Studies in Ideas and their History).
- دراسة الإنسانية: مقالات مختارة (1997، بـالإنجليزية: The Proper Study of Mankind: An Anthology of Essays).
- جذور الفكر الرومانسي. (1999، بـالإنجليزية: The Roots of Romanticism).
- الحرية وخيانتها: ستة من أعداء الحرية الإنسانية. (2002، بـالإنجليزية: Freedom and its Betrayal: Six Enemies of Human Liberty).
- الحرية. (2002، بـالإنجليزية: Liberty).
- العقل السوفيتي: الثقافة الروسية في ظل الشيوعية. (2004، بـالإنجليزية: The Soviet Mind: Russian Culture under Communism).
- الازدهار: رسائل مختارة. (2004، بـالإنجليزية: Flourishing: Letters 1928–1946).
- الأفكار السياسية في العصر الرومانسي: صعودها وأثرها على الفكر المعاصر.(2006، بـالإنجليزية: Political Ideas in the Romantic Age: Their Rise and Influence on Modern Thought).
- حوار مبتور. (2006، بـالإنجليزية: Unfinished Dialogue).
- التنوير: رسائل 1946-1960. (2009، بـالإنجليزية: Enlightening: Letters 1946–1960).

## وصلات خارجية
- أشعيا برلين على موقع IMDb (الإنجليزية)
- أشعيا برلين على موقع الموسوعة البريطانية (الإنجليزية)
- أشعيا برلين على موقع إن إن دي بي (الإنجليزية)

- أخر محاضرات أشعيا برلين عن الفكر الرومانسي على يوتيوب.